# Vitkindad sånghöna
Vitkindad sånghöna (Arborophila atrogularis) är en fågel i familjen fasanfåglar inom ordningen hönsfåglar.

## Utseende och läte
Vitkindad sånghöna är en 28 cm lång, vakteliknande hönsfågel. Den känns igen på vita kinder, svart ögonmask och svart strupe, medan ovansidan är tvärbandad. På halssidan syns ett orangegult parti som är streckat med svart. Lätet beskrivs i engelsk litteratur som en serie med "whew"-toner som ökar i både hastighet och tonhöjd och avslutas abrupt.

## Utbredning och systematik
Fågeln förekommer i regnskog från nordöstra Indien till Myanmar och sydvästra Kina (Yunnan). Den behandlas som monotypisk, det vill säga att den inte delas in i några underarter.

## Status och hot
Arten har ett stort utbredningsområde, men tros minska i antal, dock inte tillräckligt kraftigt för att den ska betraktas som hotad. Internationella naturvårdsunionen IUCN listar arten som livskraftig (LC).